# Lago Minto
El lago Minto (en francés: Lac Minto; en inglés: Lake Minto; en inuktitut, Qasigialik, donde hay focas manchadas) es un lago de Canadá localizado en la parte occidental de la península de Ungava, en la región de Nunavik del norte de la provincia de Quebec.
Fue nombrado por el geólogo y explorador canadiense Albert Peter Low en 1898 en reconocimiento del entonces Gobernador General de Canadá (1898-1904), Gilbert Elliot-Murray-Kynynmound, 4º Conde de Minto.
Se localiza a sólo unos 60 km al este de la bahía de Hudson, en un valle entre varias filas de colinas, pero su emisario, el río Leaf/aux Feuilles, fluye hacia el norte-este durante unos 265 km hasta la bahía de Ungava. Como tal, es utilizado por los  canoístas especialmente cuando cruzan Ungava de oeste a este.
Está considerado uno de los lagos más bellos de Nunavik.